# Шивцовы
Шивцовы — казачий и дворянский род станицы Воздвиженской Первого (Оренбургского) военного отдела Оренбургского казачьего войска. Потомки первых поселенцев станицы Воздвиженской. Шивцовы вместе с Кравцовыми были крупнейшими землевладельцами в станице Воздвиженской. Семья Шивцовых активно поддерживала переселение староказачьих семейств в Уссурийское Казачье Войско в конце XIX века. 

## Известные представители
- Шивцов, Иван Ильич (25.01.1855-?) — из ст. Воздвиженской 1-го ВО ОКВ. Полковник[2]. Атаман ст. Воздвиженской (11.03.1892 - 11.09.1895), в Первую мировую войну командир 4 особой Оренбургской Казачьей Сотни (1914-08.04.1915; 08.05-08.06 ; 27.08.1915-1916). Делегат чрезв. ВК ОКВ (09-10.1917), член комиссии по продовольствию.
  - Шивцов, Сергей Иванович  (03.10.1874-17.03.1915) — из ст. Воздвиженской 1-го ВО ОКВ, есаул, единственный сын полковника Шивцова Иван Ильича. Участник Первой мировой войны. Кавалер многих орденов, посмертно награждён орденом св. Георгия 4-й степени.